# Вязниковский уезд
Вязниковский уезд — административная единица во Владимирской губернии Российской империи и РСФСР, существовавшая в 1778—1929 годах. Уездный город — Вязники.

## География
Уезд был расположен на северо-востоке Владимирской губернии.
Граничил с Шуйским и Ковровским уездами на западе, Гороховецким на востоке и Судогодским на юге, а также с Костромской губернией на севере. Занимал площадь в 4 124,5 км² (3 624,3 вёрст²), в том числе под озёрами 14,7 вёрст². В 1926 году после ликвидации Гороховецкого уезда площадь уезда составляла 5 337 км².
Располагался на части территорий современных Вязниковского, Ковровского, Гороховецкого и Селивановского районов Владимирской области, Южского и Палехского районов Ивановской области.
Река Клязьма перерезает уезд на две части. Северная сторона уезда, то есть лежащая на левой стороне реки Клязьмы, низменная и имеет много болот, а южная сторона, лежащая на правой стороне Клязьмы, возвышенная. Река Клязьма была судоходна. На ней три пристани: в городе Вязниках, Мстёре и Холуе. Река Теза была судоходна от Холуя до города Шуи. По реке Луху сплавляют лес.

## История
Уезд был образован в 1778 году в составе Владимирского наместничества (с 1796 — Владимирской губернии) из частей территорий Владимирского уезда (Палешская волость, Ярополческий стан, Ярополческая волость), Суздальского уезда (Стародуб-Ряполовский стан — современный Южский район) и Муромского уезда (Замотринский погост).
24 мая 1921 года в состав Шуйского уезда Иваново-Вознесенской губернии переданы Вареевская, Груздевская, Мугреевская, Палеховская и Южская волости. В 1924 году в состав уезда вошла большая часть упразднённого Гороховецкого уезда. 12 января 1925 года к Шуйскому уезду присоединены Пестяковская и Верхне-Ландеховская волости бывшего Гороховецкого уезда.
В 1929 году уезд преобразован в Вязниковский район в составе Владимирского округа вновь образованной Ивановской Промышленной области.

## Население
По переписи 1897 года в уезде было 86 352 жителей (38 259 мужчин и 48 093 женщин). По итогам всесоюзной переписи населения 1926 года население уезда составило 151 628 человек, из них городское — 72 864 человек.

## Административное деление
В 1890 году в состав уезда входило 14 волостей
| № п/п | Волость            | Волостное правление    | Число селений | Население |
| ----- | ------------------ | ---------------------- | ------------- | --------- |
| 1     | Вареевская         | д. Паново              | 36            | 5921      |
| 2     | Груздевская        | с. Груздево            | 45            | 4355      |
| 3     | Ждановская         | с. Успенский Погост    | 33            | 4414      |
| 4     | Мстерская          | с. Мстёра              | 66            | 8876      |
| 5     | Мугреевская        | с. Мугреево-Никольское | 37            | 3155      |
| 6     | Нагуевская         | с. Нагуево             | 39            | 5989      |
| 7     | Никологорская      | с. Никологоры          | 38            | 6615      |
| 8     | Олтушевская        | д. Илевники            | 48            | 6510      |
| 9     | Павловская волость | д. Чертково            | 5             | 2306      |
| 10    | Палеховская        | с. Палех               | 54            | 9568      |
| 11    | Рыловская          | д. Порзамка            | 38            | 6846      |
| 12    | Сарыевская         | с. Сарыево             | 34            | 3617      |
| 13    | Станковская        | с. Станки              | 25            | 3731      |
| 14    | Холуйская          | с. Холуй               | 25            | 6351      |

В 1926 году в состав уезда входило 9 укрупнённых волостей:
- Больше-Григоровская
- Воскресенская
- Вязниковская
- Гороховецкая
- Мстерская
- Никологорская
- Олтушевская
- Сарыевская
- Сергиево-Горская

## Населённые пункты
По переписи 1897 года наиболее крупные населённые пункты уезда:
| - город Вязники — 8862 чел.; - с. Мстёра — 4147 чел.; - сл-да Южа — 3378 чел.; - с. Холуй — 2219 чел.; - с. Палех — 1419 чел.; - с. Никологоры — 1112 чел.; - Фабричный поселок при Ярцевской льнопрядильной фабрике т-ва В. Ф. Демидова — 910 чел.; - д. Чертково — 687 чел.; - с. Южа — 620 чел.; - фабр. пос. Новая Слободка — 568 чел.; | - сельцо Лосево — 565 чел.; - д. Перово — 553 чел.; - д. Лукново — 513 чел.; - д. Олтушево — 512 чел. |

## Экономика
В 1882 году в уезде было 22 фабрики, преимущественно льнопрядильные, полотняноткацкие и бумагопрядильные. Писчебумажная фабрика была одна, винокуренных заводов — 2; полотняноткацкая фабрика Сенькова открыта ещё в 1765 году. Число рабочих на фабриках более 7 тыс. человек.
Крупнейшие фабриканты: Демидовы, Сеньковы, Елизаровы. С 1907 года в уезде действует вязниковское общество льнопромышленников.

В уезде развито садоводство, преимущественно разводятся вишни.
Вязниковский уезд, особенно с. Палех, Мстера и Холуйская слобода, славится с давних лет своими иконописцами. Главные торговые пункты уезда — с. Никологорское и Южа.